# Assessor macneilli
Assessor macneilli är en fiskart som beskrevs av Whitley, 1935. Assessor macneilli ingår i släktet Assessor och familjen Plesiopidae. Inga underarter finns listade.